# Johannes V. Weiler
Johannes Weiler († 1636 oder 1637) war ein deutscher römisch-katholischer Geistlicher und der 36. Abt der Abtei Marienstatt. Sein Abbatiat ging von 1633 bis 1636.

## Leben und Wirken
Johannes Weiler wurde in Andernach geboren. Wann er in Marienstatt eintrat, ist unklar. Belegt ist, dass er an der Wahl seines Vorgängers Adolf Stroitz (Abt zwischen 1623 und 1633) am 5. August 1623 teilnahm und damit schon dem Konvent angehört hatte. Bekannt ist zudem, dass er 1624 Cellerar in Marienstatt war. Zudem war er Subprior, wann genau, ist aber nicht bekannt. Er war überdies eine Zeitlang Pater und Confessar in Drolshagen, er schrieb seinem Vorgänger am 16. April 1627 von dort.
Sein Abbatiat war durch den Dreißigjährigen Krieg geprägt: So fand seine Wahl zum Abt nicht in Marienstatt statt, da der Konvent wegen der Besetzung durch die Schweden flüchten musste. Seine Abtwahl wurde am 28. April 1633 im Marienstatter Hof in Andernach durchgeführt. Auch nach seiner Wahl konnte der Abt nicht nach Marienstatt zurückkehren: Am 30. Juli 1633 wurde die Abtei durch die Schweden fiskal übernommen. Auch die Flucht der Marienstatter in Kölner Gebiet nach Andernach und die Wahl dort wurde von den Schweden negativ ausgelegt. Am 19. Oktober 1633 wurde die Abtei durch den schwedischen Bevollmächtigten Goswin Grimme eingenommen. Schon am Vortag hatten die Schweden den Dorchheimer Hof erobert. In der Abtei wurden alle Wertgegenstände beschlagnahmt und die Abtei unter „Schutzwache“ gestellt.
Ein genaues Sterbedatum ist nicht bekannt, es muss 1636 oder 1637 gewesen sein.